# Merionethshire
Merionethshire (walisisch Sir Feirionnydd) ist eine der dreizehn traditionellen Grafschaften sowie eine ehemalige Verwaltungsgrafschaft von Wales. Historische Hauptstadt ist die Stadt Dolgellau.

## Geografie
Die Grafschaft liegt an der Cardigan Bay und grenzt landseitig an Caernarfonshire, Denbighshire, Montgomeryshire und Cardiganshire. Die Landschaft ist bergig und wird durch den Snowdonia-Nationalpark geprägt. Die höchsten Erhebungen sind der Aran Fawddwy (905 m) und der Cadair Idris (893 m). Der Dwyryd, der Mawddach und der Dyfi sind die wichtigsten Flüsse. Bedeutende Orte neben Dolgellau sind Aberdyfi, Bala, Barmouth, Blaenau Ffestiniog, Corwen, Ffestiniog, Harlech und Tywyn.
1961 hatte die Grafschaft 39.007 Einwohner auf 1.709 km².

## Verwaltungsgeschichte
Bis 1974 war Merionethshire eine Verwaltungsgrafschaft und wurde dann auf den District Meirionnydd  von Gwynedd und den District Glyndŵr von Clwyd aufgeteilt. Seit der Verwaltungsreform von 1996 erstreckt sich das Gebiet von Merionethshire über die Unitary Authorities Gwynedd und Denbighshire.